# Бузга
Бузга (от калм. Бузһу — неплохой) — озеро в Яшкульском районе Калмыкии.
Озеро расположено в 25 км к востоку от посёлка Яшкуль. Водоём образовался в 1978 году после ввода в строй второй очереди Яшкульской ветви Черноземельского оросительного канала, естественным окончанием которой он является.
Озеро имеет округлую форму. Площадь водного зеркала 70 га. Ложе песчаное, сравнительно ровное. Средняя глубина 2 м, максимальная 8 м.

## Гидрологический режим
Водообеспечения осуществляется за счет сбросных вод из Яшкульского распределительного канала Черноземельской оросительно-обводнительной системы. Местный сток не имеет существенного значения. Гидрологический режим водоема стабилен, так как количество поступающей воды из оросительного канала вполне компенсирует потери на испарение и фильтрацию.

## Гидрохимические показатели
В водоеме вода хлоридно-сульфатная группы натрия, второго типа. Общая минерализация колеблется в пределах 1,2-2,3 г/л.

## Растительный и животный мир
Озеро, в основном, зарастает мягкой водной растительностью (рдесты: гребенчатый, курчавый, стеблеобъемлющий и роголистник). Заросли высшей жесткой растительности состоят в основном из тростника обыкновенного и местами из рогоза узколистного. Основная доля фитопланктона представлена синезелеными и зелеными водорослями. Диатомовые играют существенное значение только в весеннем и осеннем планктоне. По уровню развития фитопланктона водоём можно классифицировать как малокормный (0,79 г/м³).
В составе зоопланктона водоема обнаружено 32 вида беспозвоночных. По численности в течение сезона преобладает группа Copepoda, менее развита группа Gladocera. В водоеме преобладает «мирные» формы: 68,5 % против 31,5 %. Получают преимущественно развитие организмы приуроченные к зарослям мягкой водной растительности. По уровню развития зоопланктона водоем можно отнести к малокормным (0,99 г/м³).
Бентос озера насчитывает 19 видов организмов. Наиболее массово представлено семейство Ghironomidae. Сравнивая развитие бентоса в течение сезона можно отметить, что максимальное его количество отмечено весной. Ведущей формой остается Ghironomus plumosus. По уровню развития бентоса — водоём среднекормный (2,2 г/м²).
Ихтиофауна озера сформировалась стихийно. В озере Бузга отмечено 10 видов рыб и преобладает комплекс рыб Чограйского водохранилища с доминированием леща, карася и окуня.